# Hebius miyajimae
Hebius miyajimae (вуж Макі) — вид змій родини полозових (Colubridae). Ендемік Тайваню.

## Поширення і екологія
Вужі Макі мешкають в горах на півночі і північному сході острова Тайвань. Вони живуть в гірських субтропічних лісах, на берегах струмків, на висоті 1000 м над рівнем моря. Живляться жабами і пуголовками. Відкладають яйця.

## Збереження
МСОП класифікує цей вид як вразливий. Hebius miyajimae загрожує знищення природного середовища.